# ملعب الأمير لويس رواغاسوري
ملعب الأمير لويس رواغاسوري هو ملعب متعدد الاستخدام يقع في بوجمبورا عاصمة بوروندي . غالبا ما يتم استخدامه لمباريات كرة القدم . يسع الملعب لجلوس 22 ألف متفرج . يعتبر الملعب الرسمي الذي يخوض فيه منتخب بوروندي مبارياته الدولية . يعود أصل تسميته إلى ثاني رئيس وزراء وبطل الاستقلال لويس رواغاسوري .